# Радянсько-японські відносини

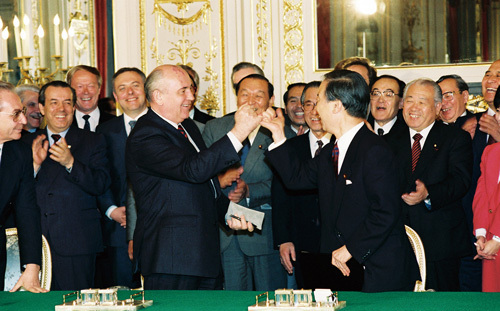
Прем'єр-міністр Японії Тосікі Кайфу та президент Радянського Союзу Михайло Горбачов

Радянсько-японські відносини — історичні двосторонні відносини між Радянською Росією (з 30 грудня 1922 року — Радянським Союзом) та Японією (до 1945 року — Японською імперією) у часовому проміжку від комуністичного перевороту в 1917 році до падіння комуністичного режиму в 1991 році. Були здебільшого ворожими.
Під час російської громадянської війни Японія надсилала війська для протидії присутності більшовиків на Далекому Сході Росії, а впродовж Другої світової війни і подальшої Холодної війни обидві держави належали до супротивних таборів. Постійним джерелом напруженості були і територіальні конфлікти за Південний Сахалін та Курильські острови. Вони, а також низка менших конфліктів, завадили обом країнам підписати після Другої світової війни мирний договір, і ці питання залишилися нерозв'язаними до розпаду СРСР.
Напруга у відносинах між Японією та Радянським Союзом мала глибоке історичне коріння, що сягало суперництва Японської та Російської імперій за панування у Північно-Східній Азії. Радянський уряд відмовився підписати мирний договір 1951 року, і до 1956 року між СРСР і Японією технічно існував стан війни, який було припинено Спільною радянсько-японською декларацією 1956 року. Офіційного мирного договору між Радянським Союзом (а згодом Росією як спадкоємицею СРСР) та Японією не підписано донині.
Головним каменем спотикання на шляху до покращення радянсько-японських відносин у післявоєнний період був територіальний спір за Курили, які в Японії називають Північними територіями. 

## Історія

### Міжвоєнний період

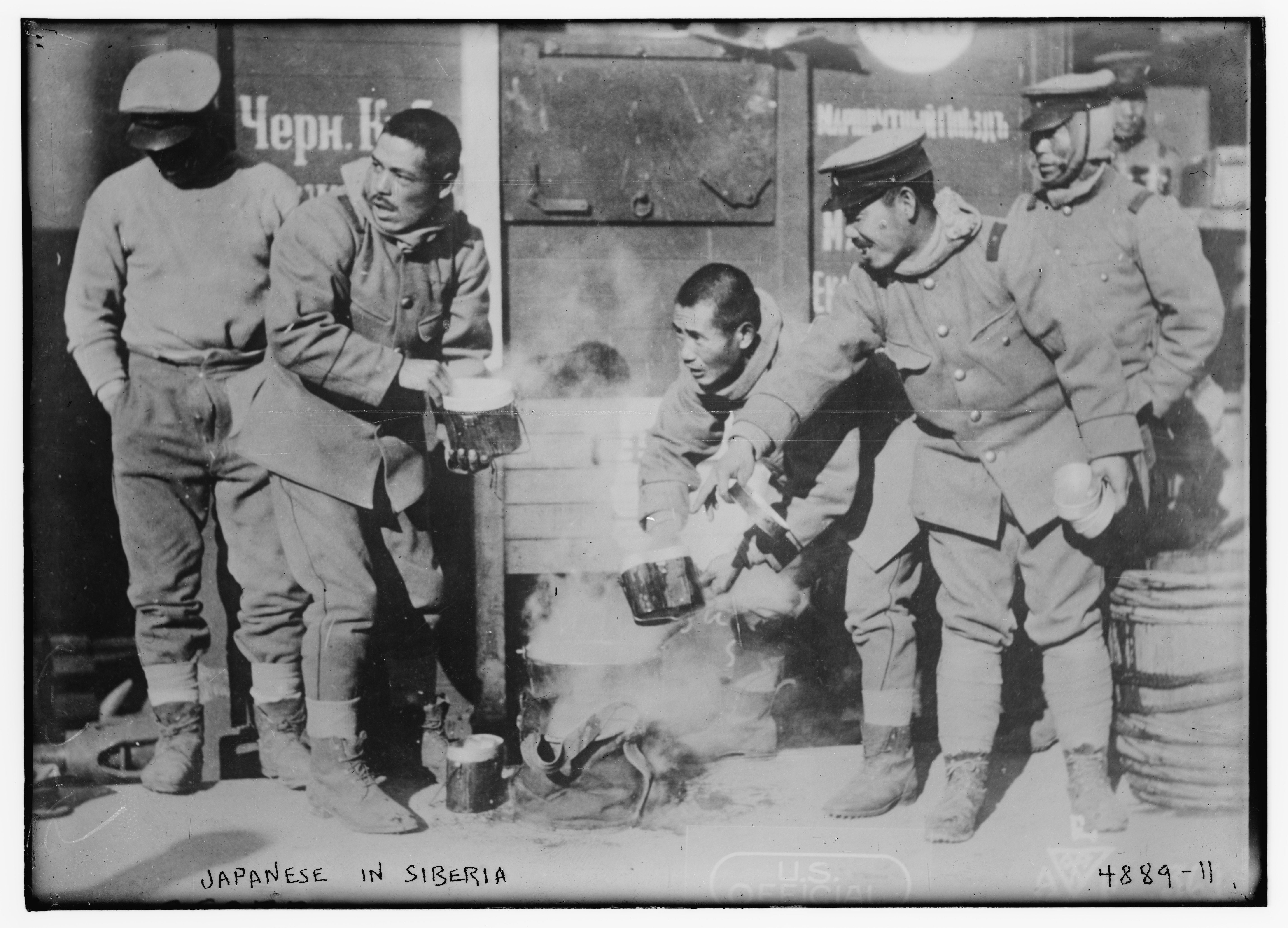
Японські вояки в Сибіру (1918—1922).

Погані відносини між Радянським Союзом та Японією з 1920-х до кінця 1940-х років сягали своїм корінням перемоги Японії над імперською Росією в російсько-японській війні 1904–1905 років. Під час громадянської війни в Росії 1918—1921 рр. Японія як член союзницьких сил інтервентів здійснювала з 1918 до 1922 р. окупацію Владивостока, залучивши до 70 тисяч військовиків. Японська імператорська армія також проникла на захід аж до озера Байкал і до Бурятії, утримуючи в Забайкаллі до жовтня 1920 року Читу. 
1920 року більшовики захопили Північний Сахалін, зайнятий японською армією під час сибірської інтервенції (Південний Сахалін і Курильські острови належали Японії за підсумками Російсько-японської війни). За кілька місяців японці відбили його, почавши розробляти там поклади нафти, вугілля та інші природні ресурси.
Японія офіційно визнала Радянський Союз у січні 1925 року радянсько-японською основоположною конвенцією. Сторони домовилися, що Портсмутський договір 1905 року залишається в силі, а інші угоди та договори між двома країнами слід переглянути. Уклавши цю угоду, Японія формально визнала СРСР. Обмін ратифікаціями відбувся в Пекіні 26 лютого 1925 р. Угоду було зареєстровано 20 травня 1925 р. у збірнику договорів Ліги Націй.
В 1925 році, відразу після встановлення радянсько-японських дипломатичних відносин, північна частина Сахаліну під міжнародним тиском перейшла до СРСР, японська влада вивела звідти свої війська, але японці зберегли там за собою право концесії. Лише 1945 року радянські війська захопили весь Сахалін і Курильські острови.
Перші роки після встановлення відносин характеризувалися спокоєм, який був головно результатом часткової стриманості експансіоністської політики Японської імперії до 1931 року, а також радянської потреби підтримувати торгівлю та тимчасового погіршення радянсько-китайських відносин у період радянсько-китайської війни 1929 року.
Важливим кроком у цю добу стало укладення 23 січня 1928 року радянсько-японської угоди про рибальство, яка дозволяла японським громадянам ловити рибу у водах Тихого океану, прилеглих до радянської берегової лінії. Обмін ратифікаціями відбувся в Токіо 23 травня 1928 р. Угоду було зареєстровано 5 вересня 1928 р. у збірнику договорів Ліги Націй.

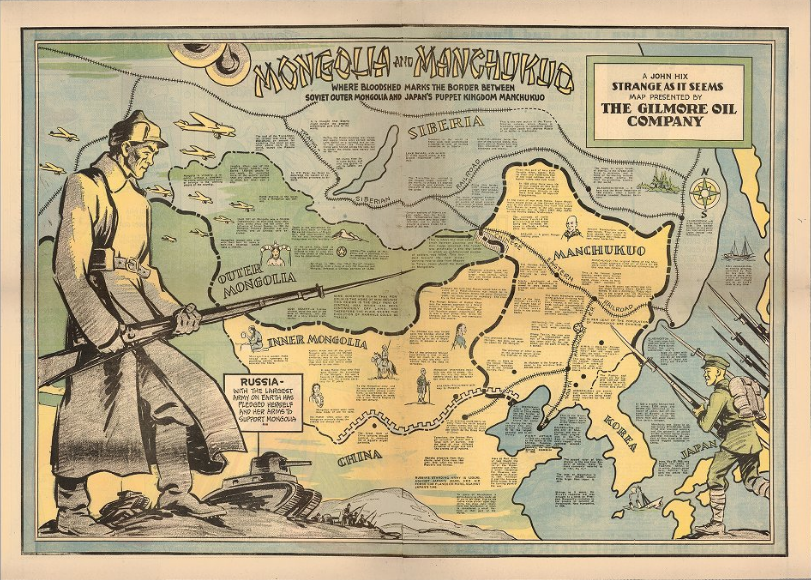
Радянська зовнішня Монголія та Японія правили Маньчжоу-Го

Починаючи з 1930 року на тлі погіршення польсько-радянських відносин, Йосип Сталін занепокоївся з приводу можливої війни на два фронти з Польщею та Японією. Зокрема, він побоювався, що Японія спонукатиме кочівників у Середній Азії повстати проти радянської політики примусової осілості. Після японського вторгнення в Маньчжурію та створення у 1932 р. маріонеткової держави Маньчжоу-Го Японія розвернула свій військовий інтерес у бік радянських територій. Радянсько-японські відносини різко погіршилися після 1936 року. Це було пов'язано з укладенням у листопаді 1936 року Антикомінтернівського пакту між Японією та нацистською Німеччиною, розробленого з метою захисту від міжнародного комунізму.
Перший великий радянсько-японський прикордонний інцидент — Битва на озері Хасан (1938) — стався у Примор'ї, неподалік Владивостока. Між Японією та СРСР часто виникали конфлікти на кордоні Маньчжурії, вони переросли в неоголошену прикордонну війну, долю якої вирішила битва за Халхин-Гол (1939), що відбулася на монгольсько-маньчжурському кордоні. Радянський Союз здобув рішучу перемогу, чим стримав Японію від будь-якої подальшої агресії протягом Другої світової війни.

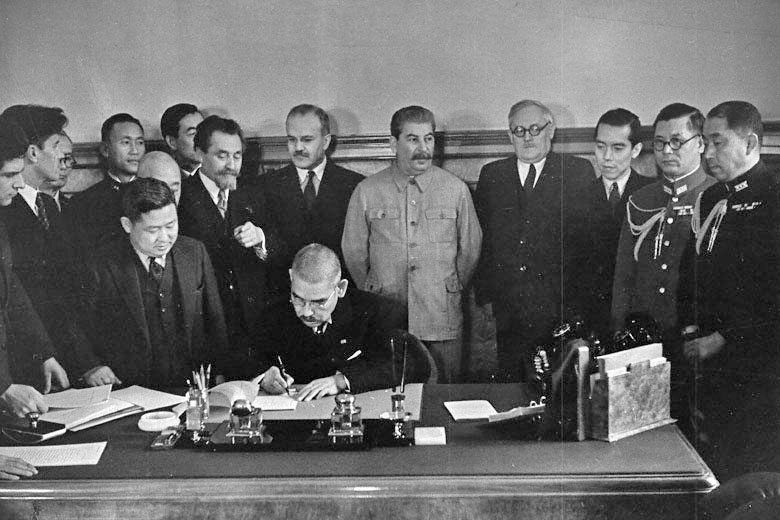
Міністр закордонних справ Японії Мацуока підписує радянсько-японський пакт про нейтралітет (1941)

1941 року, через два роки після прикордонної війни, Японія та Радянський Союз підписали пакт про нейтралітет. Пізніше в 1941 році Японія розглядала можливість розірвання пакту, коли нацистська Німеччина вдерлася в Радянський Союз (операція Барбаросса), але цього не зробила головним чином через поразку в битві на Халхин-Голі, хоча Японія та нацистська Німеччина були учасниками Троїстого пакту.
На Ялтинській конференції в лютому 1945 року Сталін пообіцяв Рузвельту, що СРСР вступить у війну проти Японії через 90 днів після поразки Німеччини, яка відбулася в травні. Він дотримався цього графіку, перекинувши великі сили через Сибір. У квітні 1945 року Москва анулювала пакт про нейтралітет. 8 серпня 1945 року після атомного бомбардування Хіросіми (6 серпня) розпочалося радянське вторгнення в Маньчжурію. СРСР планував радянське вторгнення і на Хоккайдо, але так і не здійснив його через опір Сполучених Штатів.

### Післявоєнний період

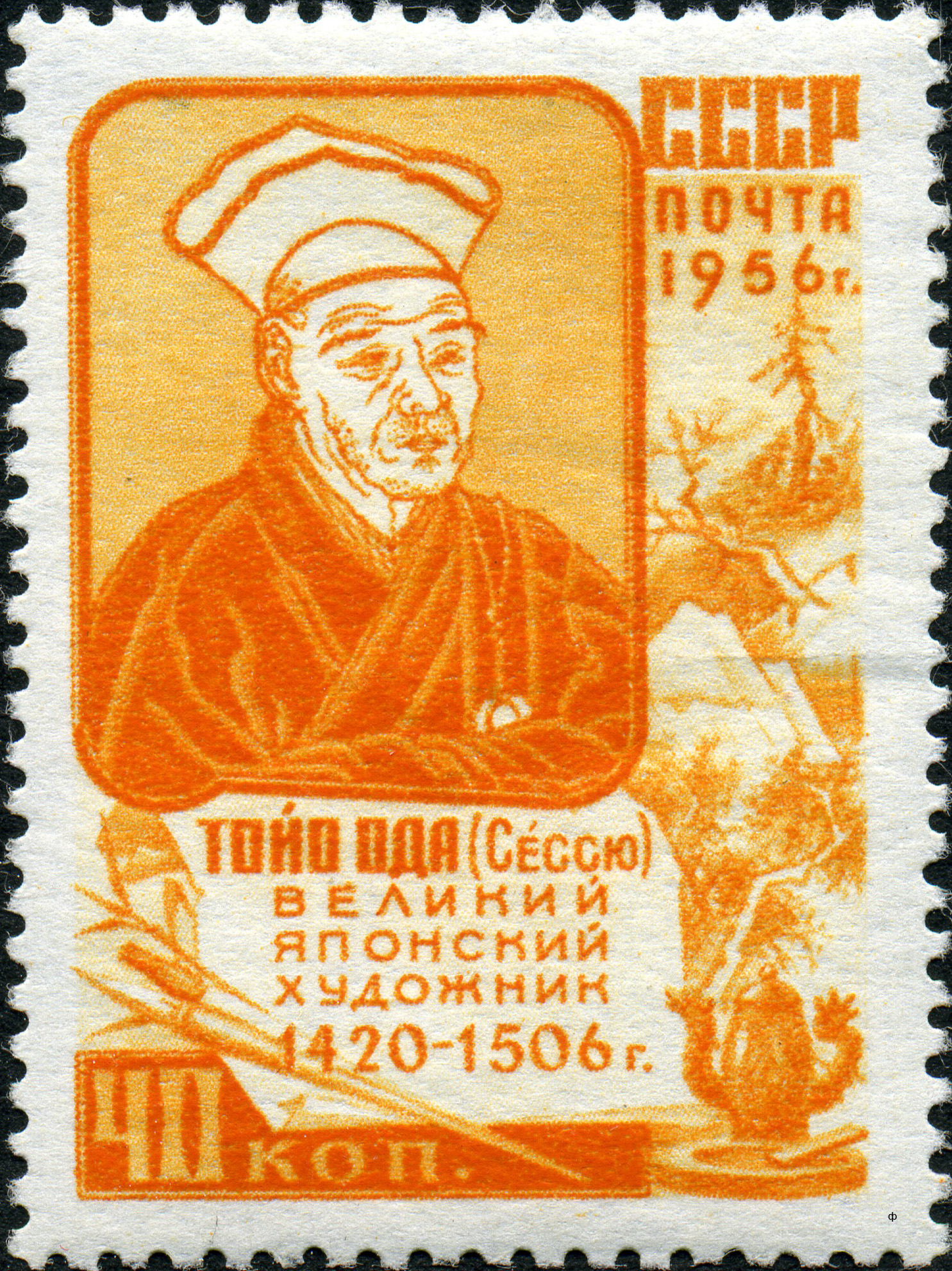
Японський художник Сессю, вшанований на радянській марці 1956 року

Після Другої світової війни японсько-радянські відносини набули суперечливого характеру, породженого складним комплексом історичних, ідеологічних, політичних і міжнародних чинників. Із серпня 1945 до жовтня 1956 року дипломатичні зносини Японії та Радянського Союзу залишалися перерваними. Антирадянську спрямованість зовнішньополітичного курсу Японії зумовило підписання в 1951 році японсько-американського Договору безпеки, в якому СРСР фактично розглядали як потенційного воєнного супротивника. Втягненням Японії у військово-політичну орбіту США означав, що ріст напруженості в радянсько-американських відносинах сприяв посиленню антирадянських тенденцій у зовнішній політиці Японії. Правляча Ліберальна партія проводила проамериканську політику, ухиляючись від нормалізації відносин із СРСР усупереч національним інтересам країни та чинячи спротив розвитку з ним економічних і торговельних зв'язків. На виборах 1954 року перемогла Демократична партія, що обстоювала проведення більш незалежної від США політики, виступаючи за нормалізацію взаємин із СРСР та іншими соціалістичними державами. У січні 1955 року новий голова уряду І. Хатояма заявив, що Токіо мав би взяти ініціативу у свої руки та запропонувати Москві налагодити відносини, перш за все припинивши стан війни між Японією та СРСР. Противники нормалізації взаємин із Радянським Союзом наголошували на проблемі «північних територій». Зважаючи на зміну міжнародної обстановки на Далекому Сході у зв'язку з закінченням війни в Кореї та Індокитаї, СРСР вдався до дієвих кроків у напрямку встановлення контактів з Японією. З червня 1955 р. в Лондоні почались японсько-радянські перемовини, перші місяці яких виявилися безуспішними. Попередньою умовою поновлення взаємин і підписання мирного договору Японія називала задоволення її територіальних претензій (повернення їй Курильських островів і Південного Сахаліну) та репатріацію засуджених у Радянському Союзі військовополонених. Радянська сторона запропонувала проєкт мирного договору, в якому була ладна врахувати деякі японські побажання, включаючи і територіальні (СРСР погоджувався передати Японії острови Хабомай та Шикотан), але японська делегація наполягала на передачі також островів Кунашир та Ітуруп, а крім того, пропонувала передати на розгляд міжнародної конференції питання статусу двох останніх Курильських островів і південної частини Сахаліну.
У березні 1956 року з ініціативи Японії перемовини перервали. Під тиском японських рибопромисловців уряд Японії запропонував розпочати двосторонні японсько-радянські переговори щодо укладення угоди про риболовство. Вони пройшли в Москві з 29 квітня по 14 травня 1956 р., привівши до підписання Конвенції про риболовство й Угоди про надання допомоги людям, що постраждали у морі. В ході цих перемовин домовилися відновити переговори про нормалізацію радянсько-японських відносин не пізніше ніж 31 липня 1956 р. Однак і після відновлення 31 липня 1956 р. у Москві двосторонніх перемовин японський міністр закордонних справ М. Сіґеміцу виступав за повернення Японії усіх островів. Радянський уряд своєї позиції не змінив. Сіґеміцу висловив думку тимчасово припинити переговори, водночас порадивши японському уряду укласти мирний договір на умовах СРСР.
Японська громадськість зажадала від влади розпочати безпосередні переговори з Радянським Союзом і визначити можливість урегулювання взаємин між двома державами без підписання мирного договору за умови, що територіальне питання стане предметом наступних перемовин. У жовтні 1956 р. японська урядова делегація на чолі з І. Хатояма прибула в Москву, успішно провівши 13—19 жовтня переговори, що завершилися підписанням спільної радянсько-японської декларації, яка передбачала припинення стану війни, відновлення миру та добросусідських дружніх, а також дипломатичних і консульських відносин, підтримку прохання Японії про вступ до ООН, репатріацію всіх засуджених японських військовополонених, відмову від репарацій, проведення перемовин про укладання мирного договору. З підписанням декларації набули чинності Конвенція про риболовство й Угода про надання допомоги людям, що постраждали у морі. Було підписано і низку протоколів, у тому числі про торгівлю й режим найбільшого сприяння. Декларація заклала основи плідного розвитку японсько-радянських відносин. Налагодження взаємин із СРСР надавала Японії можливість проводити більш незалежну зовнішню політику, сприяла росту її авторитету й престижу на міжнародній арені. Попри те, що після відставки в грудні 1956 р. уряду І. Хатояма й приходу до влади уряду Н. Кісі розвиток відносин пригальмувався, ділові зв'язки не припинялися. Однак переговори про укладення мирного договору виявилися перерваними надовго.

### 1960—1975: Покращення відносин

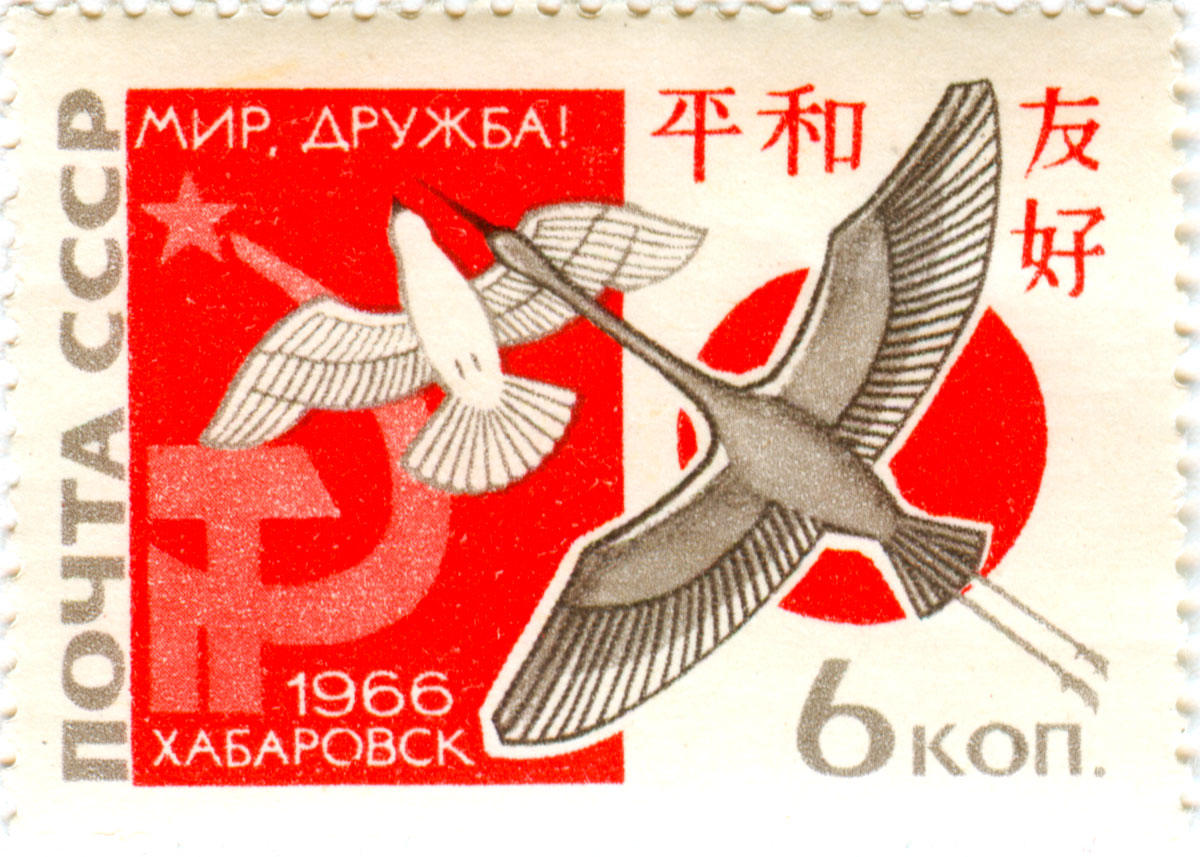
9 серпня 1966. Друга радянсько-японська зустріч «миру і дружби» в Хабаровську. Голуб і журавель — символи миру і дружби. Державні прапори СРСР і Японії. Пошта СРСР, 1966.

Попри розбіжності в територіальному питанні, в якому жодна зі сторін не була готова поступитися, відносини Японії з Радянським Союзом із середини 1960-х років помітно покращилися. У своїх планах економічного розвитку радянський уряд почав тяжіти до співпраці з Японією, на що японці відповіли схвально. У січні 1966 року дві країни підписали п'ятирічний торговельний договір, а також угоду про цивільну авіацію.
Упродовж 1970-х років, незважаючи на часто напружені політичні відносини, економічне співробітництво швидко розширювалося. Дві економіки доповнювали одна одну, оскільки СРСР потребував японських капіталів, технологій та споживчих товарів, а Японія потребувала радянських природних ресурсів, як-от нафти, газу, вугілля, залізної руди та деревини. До 1979 року загальний обсяг торгівлі сягнув 4,4 млрд доларів США на рік, зробивши Японію після Федеративної Республіки Німеччини (Західної Німеччини) найважливішим несоціалістичним торговельним партнером Радянського Союзу.
Японсько-радянські політичні відносини протягом 1970-х років відзначалися частим обміном візитами на високому рівні для вивчення можливості поліпшення двосторонніх відносин і неодноразовими обговореннями мирного договору, які були невдалими, оскільки жодна зі сторін не погоджувалася поступатися в територіальному питанні. В січні 1972 року — за місяць до історичного візиту президента США Ніксона в Китай — Токіо відвідав міністр закордонних справ СРСР Андрій Громико, відновивши після шестирічної перерви переговори на рівні міністрів. Протягом наступних трьох років інші перемовини на високому рівні, включаючи зустріч прем'єр-міністра Танака Какуей та генсека КПРС Леоніда Брежнєва, відбулися в Москві, але безвихідь у територіальному питанні залишалася, а перспективи врегулювання тьмяніли. У вигляді проміжного кроку, поки тривали переговори про мирний договір, Москва почала пропонувати договір про дружбу і порозуміння, та цю пропозицію Японія рішуче відхилила.

### 1975—1990: Напруженість відносин
Після 1975 року Радянський Союз почав відкрито попереджати, що Договір про мир і дружбу між Японією та Китайською Народною Республікою може поставити під загрозу радянсько-японські відносини. У січні 1976 року Громико знову відвідав Токіо з метою поновити перемовини щодо мирного договору. Коли японці вчергове відмовилися поступитися в територіальному питанні, Громико, за словами японської сторони, запропонував повернути дві острівні території, які утримував СРСР (Хабомай та Шикотан), за умови, що Японія підпише договір про порозуміння та співпрацю. Повідомлялося, що він також, посилаючись на Китай, застеріг японців від «сил, які виступають проти ослаблення напруженості та намагаються ускладнити відносини між державами, включаючи наші країни».
Підписання в середині 1978 року китайсько-японського мирного договору стало серйозною поразкою в японсько-радянських відносинах. Незважаючи на запевнення Японії, що пункт договору про антигегемонію не був спрямованим проти якоїсь конкретної країни, Москва вважала, що це зарахувало Токіо вкупі з Вашингтоном і Пекіном в антирадянський табір. Офіційно обидві сторони продовжували висловлювати бажання покращити відносини, але радянські дії лише насторожили та відштовхнули Японію. Показовим прикладом таких дій було нарощування в 1980-х роках радянської військової присутності в Тихому океані.
У 1980-х роках ставлення Японії до СРСР різко загострилося. Після радянського вторгнення в Афганістан 1979 року США змушували Японію докладати більших зусиль до зупинки поширення радянського впливу на країни, що розвиваються. Вона відповіла припиненням вигідних радянському режиму контактів і наданням допомоги державам «переднього краю», таким як Пакистан і Таїланд. Під керівництвом прем'єр-міністра Ясухіро Накасоне діяльність Японії наполегливо демонструвала чітку ідентичність поглядів з адміністрацією Рейгана щодо «радянської загрози». Японія постійно нарощувала свої збройні сили, вітала збільшення військової присутності Сполучених Штатів у Японії та західній частині Тихого океану, а також пообіцяла тісно співпрацювати у протистоянні небезпеці, яку становила радянська влада.
Економічну співпрацю перервало в 1980 році рішення Японії взяти участь у санкціях проти Радянського Союзу за його вторгнення в Афганістан та її дії, спрямовані на відкладення низки проєктів, щодо яких велися переговори, заборону експорту деяких високотехнологічних товарів і призупинення кредитів на розвиток Сибіру. Згодом інтерес Японії до економічного співробітництва з Радянським Союзом згас, оскільки Токіо знайшов альтернативних постачальників і залишався невпевненим щодо економічної життєздатності та політичної стабільності СРСР за Горбачова. Японсько-радянська торгівля 1988 року оцінювалася у майже 6 млрд доларів США.
Хоча громадськість і засоби масової інформації продовжували скептично ставитися до небезпеки, яку становили для Японії радянські війська в Азії, в Японії існувало сильне несприйняття відмови Москви погодитися з претензіями Японії на Північні території, відомі як Еторофу і Кунашир на південному кінці гряди Курильських островів, і менші острови Шикотан і Хабомай на північний схід від Хоккайдо, які радянські війська захопили в останні дні Другої світової війни. Розташування радянських збройних сил на островах дало відчутний доказ радянської загрози, а провокаційні маневри радянської авіації та військово-морських сил на території, на яку претендувала Японія, зміцнили японську офіційну політику тісного ототожнення з твердою позицією США проти СРСР. У 1979 році японський уряд висловив конкретний протест проти нарощування радянських військ на Еторофу, Кунаширі та Шикотані.
Прихід 1985 року у Москві до влади Михайла Горбачова став причиною заміни зашкарублих радянських дипломатів-експертів з азійських справ на гнучкіших представників, які закликали до розширення контактів з Японією. Горбачов задавав тон у нових перспективних ініціативах щодо Азії, але суть радянської політики змінювалася повільніше, зокрема радянські урядовці протягом решти 1980-х усе ще здавалися безкомпромісними щодо Північних територій, радянські війська в західній частині Тихого океану все ще зосереджували свою увагу на Японії та загрожували їй, а радянські економічні клопоти і нестача іноземної валюти робили перспективи японсько-радянських економічних зносин примарними. До 1990 року серед головних орієнтованих на Захід розвинутих країн Японія виявляла найменший ентузіазм у заохоченні розширення контактів із Радянським Союзом і наданні йому допомоги.

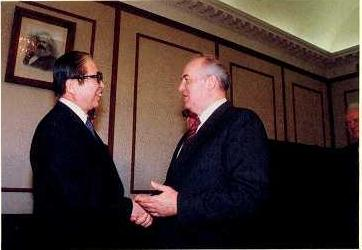
Сосуке Уно під час зустрічі з Михайлом Горбачовим у травні 1989

Зміни в радянській політиці, здійснені за Горбачова, починаючи з середини 1980-х років, включаючи спроби внутрішніх реформ і прагнення до розрядки напруженості зі Сполученими Штатами і Західною Європою, викликали загалом позитивний інтерес Японії, але японський уряд вважав, що Радянський Союз не змінив свою політику щодо життєво важливих для Японії питань. Уряд заявляв, що не підтримуватиме нормальних відносин з СРСР, доки Москва не поверне Північні території. Уряд і провідні японські бізнесмени також зазначили, що японська торгівля з Радянським Союзом та інвестиції в нього не будуть помітно зростати, доки не буде вирішено питання Північних територій. 

### Початок 1990-х: розпад СРСР
Радянська влада почала робити дипломатичні кроки назустріч Японії, оголосивши в 1990 році, що Горбачов відвідає Японію в 1991 році. Радянські офіційні особи стверджували, що їхній уряд запропонує переговори про роззброєння з Японією і може зробити у зв'язку з візитом нові пропозиції щодо північних територій. Спостерігачі вважали, що Горбачов може висунути пакет пропозицій, який би торкався питань островів, скорочення озброєнь та економічної співпраці. У січні 1990 року японське міністерство закордонних справ змінило свою позицію, яка раніше відкидала перемовини з СРСР щодо скорочення озброєнь, чим засвідчило готовність Японії до переговорів. Посадовці міністерства заявили, що уряд розробить політику скорочення озброєнь у тісній координації зі Сполученими Штатами.
У другій половині 1991 року Радянський Союз припинив існування, а офіційну Москву відтоді уособлювала виключно влада Російської Федерації під керівництвом президента Росії Бориса Єльцина. Москва знову виступила проти повернення спірних територій Японії. Попри те, що Японія приєдналася до Групи семи промислово розвинутих країн у наданні певної технічної та фінансової допомоги Росії, між Японією та Росією встановилися холодні відносини.

## Посли

### Посли Радянського Союзу в Японії
- Володимир Виноградов (1962—1966)

### Посли Японії в Радянському Союзі
- Сіґеміцу Мамору (1936—1938), вів переговори з радянським наркомом закордонних справ Максимом Литвиновим про інцидент на річці Амур 1937 року та про прикордонну суперечку щодо кількох незаселених островів.
- Тоґо Сіґенорі (1938—1940), вів перемовини щодо угоди про кордон, підписаної 9 червня 1940 р.
- Татекава Йосіцуґу (1940—1942), уклав пакт про нейтралітет 1941 р.
- Сато Наотаке (1942—1945), поінформований у 1945 році, що пакт про нейтралітет подовжено не буде.

## Додаткова література
- Asher, Jonah (2009). Sakhalin Island: Shaping Modern Japanese-Russian Relations. ISBN 9781109109061.
- Dallin, David J. Soviet Russia and the Far East (1949) online on China and Japan
- Dunscomb, Paul E. Japan's Siberian Intervention, 1918-1922: 'A Great Disobedience Against the People' (2011) excerpt and text search
- Ferguson, Joseph. Japanese-Russian Relations, 1907-2007 (Routledge, 2008)
- Hara,  Kimie.  Japanese-Soviet/Russian Relations since 1945: A Difficult Peace (1998) online
- Hasegawa, Tsuyoshi. Racing the Enemy: Stalin, Truman, and the Surrender of Japan (2005) online
- Haslam, Jonathan. The Soviet Union and the Threat from the East, 1933–41 (1992)
- Hellmann, Donald C. Japanese Domestic Politics and Foreign Policy: The peace agreement with the Soviet Union (1969)
- Hill, Fiona. "A Disagreement between Allies: The United Kingdom, the United States, and the Soviet-Japanese Territorial Dispute, 1945–1956," Journal of Northeast Asian Studies (1995) 14#3 online
- Kimura, Hiroshi. Japanese-Russian Relations Under Brezhnev and Andropov (M.E. Sharpe. 2000)
- Lensen, George. The strange neutrality: Soviet-Japanese relations during the Second World War, 1941-1945 (1972)
- Lensen, George A. Japanese Recognition of the U. S. S. R.: Soviet-Japanese Relations 1921-1930 (1970)
- May, Ernest R. "The United States, the Soviet Union, and the Far Eastern War, 1941–1945," Pacific Historical Review (1955) 24#2 pp. 153–174 in JSTOR
- Moore, Harriet L. Soviet Far Eastern Policy, 1931-1945 (Princeton UP, 1945). online
- Morley, James William, ed. Japan's foreign policy, 1868-1941: a research guide (Columbia UP, 1974), toward Russia and USSR pp. 340–406.
- Robertson, Myles L.C. Soviet Policy towards Japan: An analysis of trends in the 1970s and 1980s (1988)
- Stephan, John. Kuril Islands: Russo-Japanese Frontier in the Pacific (1974)
- Vishwanathan, Savitri.  Normalization of Japanese-Soviet Relations, 1945-1970 (1973)
- Whymant, Robert. Stalin's Spy: Richard Sorge & the Tokyo Espionage Ring (1998) див. Ріхард Зорге
- Yakhontoff, Victor A. Russia And The Soviet Union In The Far East (1932) online